# الأرشيدوق ألبرخت دوق تيشن
الأرشيدوق ألبرخت دوق تيشن (بالألمانية: Albrecht von Österreich-Teschen)‏ (و. 1817 – 1895 م) هو ضابط نمساوي، ولد في فيينا، ويحمل رتبة عسكرية فريق أول، توفي في أركو، عن عمر يناهز 78 عاماً.

## جوائز
حصل على جوائز منها:
- Knight Grand Officer of the Order of William  [لغات أخرى]‏ (27 يونيو 1856)
- نيشان فرسان القديس أندراوس
- وسام القديس جورج من الدرجة الثالثة  [لغات أخرى]‏
- وسام القديس جورج من الدرجة الرابعة  [لغات أخرى]‏
- فارس رهبانية الجِزَّة الذهبية
- نيشان القديس  ألكسندر نيفيسكي  [لغات أخرى]‏
- وسام القديسة حنة من الدرجة الأولى  [لغات أخرى]‏
- وسام العقاب الأبيض
- Grand Cross of the Order of Maria Theresa  [لغات أخرى]‏
- Military Merit Cross I. Class  [لغات أخرى]‏
- نيشان القديس ڤلاديمير من الرتبة الأولى  [لغات أخرى]‏